# 서곶로
서곶로(西串路, 구 서곶길)는 인천광역시 서구 가정동 한신그랜드힐빌리지에서 서인천교차로, 연희사거리(서구청), 검암역입구를 경유하여 불로동까지 연결하는 도로이다.

## 특징
이 도로는 완정사거리 이후에 도로가 더 놓여있지만 완정사거리 이후로 차로가 좁아져 완정사거리 이후 구간은 차가 지나가는 구간이 드물다. 하지만 현재 이 도로는 추후에 경기도 김포시까지 이어질 수 있는 도로가 될 것으로 전망 된다. 이 도로는 완정역 ~ 루원역을 포함한 인천 도시철도 2호선이 지나간다. 또한 이 도로는 국가지원지방도 제98호선 (구 지방도 제305호선)으로 지정된 도로로 인천국제공항과 바로 연결된다. 옛 국가지원지방도 제86호선구간이였으며 국가지원지방도 제98호선으로 국가지원지방도 제44호선과 함께 흡수 통합된 도로 중 하나이다. 흔적은 찾아볼 수 없다.

## 경유지
한신그랜드힐빌리지 - 서인천 나들목 - 루원교차로 - 담지로입구 - 심곡사거리 - 연희사거리 - 대평로입구 - 간촌로입구 - 공촌사거리 - 공촌교 - 서곶길교차로 - 검암사거리 - 시천교 - 한들로입구 - 한들3로입구 - 독정로입구 - 독정사거리 - 청마로입구 - 완정사거리 - 불로동종점